# 현대기아자동차 남양기술연구소
현대기아자동차 남양기술연구소는 현대자동차그룹과 기아자동차에서 공동으로 운영하는 자동차 연구소이다. 경기도 화성시 남양읍 장덕리에 위치하는 연구소이다.

## 설명
현대기아자동차 남영기술연구소는 현대자동차그룹과 기아자동차에서 나올 신차의 성능 및 주행 시험을 하며 현대자동차와 기아자동차의 신차 개발도 이곳에서 진행한다. 이외에 현대자동차와 기아자동차의 새로운 엔진의 개발도 이곳에서 시행하게 된다. 대한민국에 존재하는 자동차 연구소들 중에선 가장 규모가 큰 연구소이며 많은 자동차 전문가들과 연구원들이 현대기아자동차 남양기술연구소에서 근무하고 있다. 

## 같이 보기
- 현대자동차그룹
- 기아자동차
- 자동차 연구소